# Crémant de Limoux

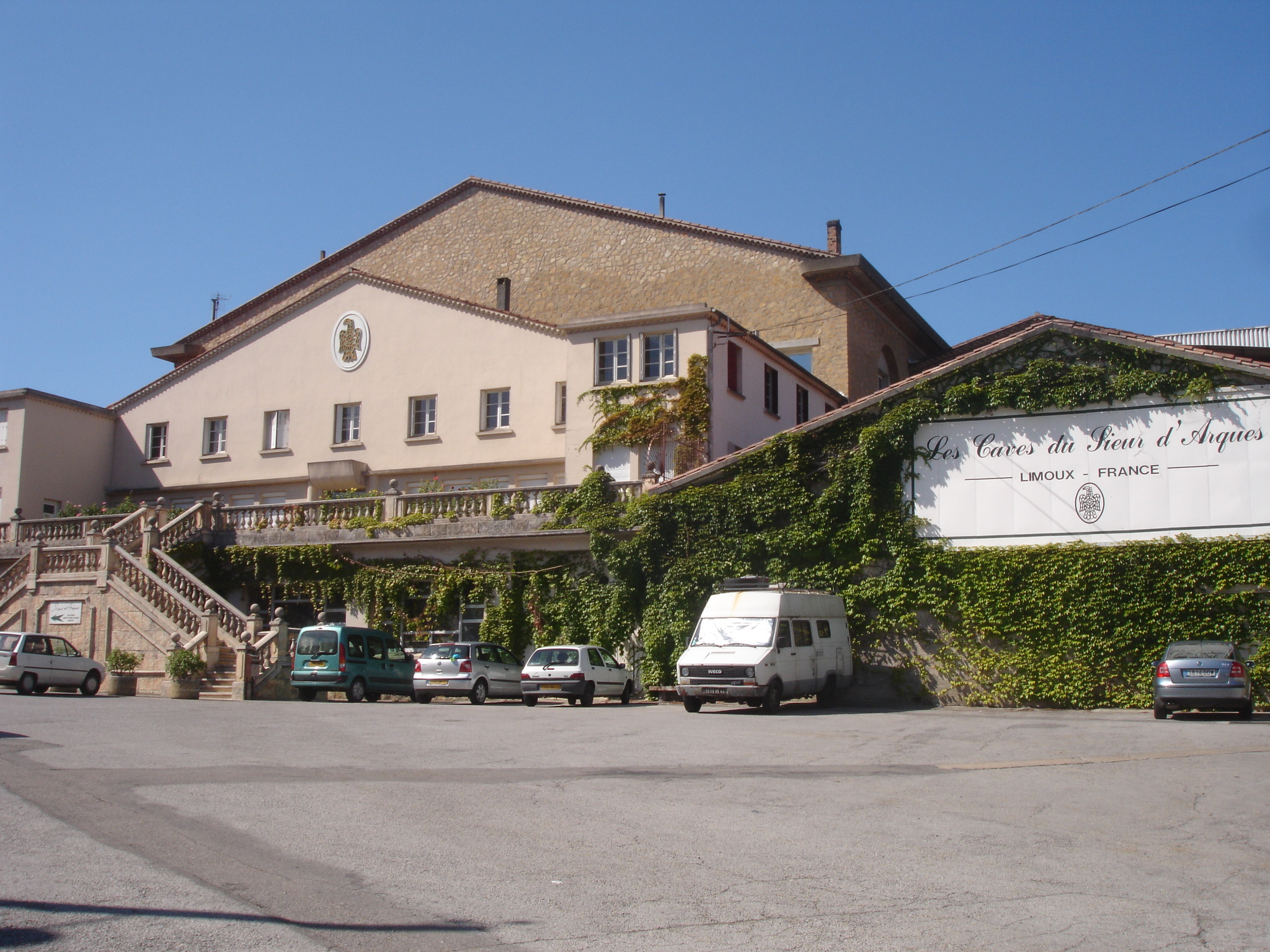
Die Winzergenossenschaft Sieur d’Arques ist der größte Hersteller von Crémant de Limoux.

Der Crémant de Limoux ist ein eher mittelgewichtiger Schaumwein der Weinbauregion Languedoc mit etwa elf bis dreizehn Volumenprozent. Die Schaumweine der Region zeichnen sich durch ihren fruchtigen Charakter aus und werden in der Hauptsache aus den Rebsorten Chardonnay und Chenin Blanc, zum Teil auch aus den Sorten Mauzac und Pinot Noir verschnitten. Die verarbeiteten Reben müssen per Gesetz ausschließlich aus dem Languedoc kommen. Aufgrund der Anwendung der klassischen Flaschengärung, das dem Herstellverfahren des Champagners gleicht, wird der Wein als Crémant bezeichnet; ein Indiz für hohe Qualität. Der Begriff Crémant wurde frankreichweit eingeführt, als sich die Weinbauern der Champagne erfolgreich beim Verbot der weltweit gebräuchlichen Bezeichnung Méthode Champenoise zur Charakterisierung der Flaschengärung durchsetzten. Im Vergleich zu einem Winzer-Champagner ist der Crémant de Limoux mit etwa sieben bis zehn Euro pro Flasche etwas günstiger. Der Crémant sollte spätestens vier Jahre nach dem Kauf der Flasche bei einer Trinktemperatur von fünf bis sieben Grad Celsius genossen werden.

## Erntemengen
Obwohl ähnlich hergestellter Schaumwein mit dem Blanquette de Limoux im Languedoc seit mindestens dem 16. Jahrhundert existierte, wurde die AOC Crémant de Limoux erst am 21. August 1990 eingeführt. Nach zaghaften Anfängen bis 1995 nahm die gekelterte Menge seither kontinuierlich zu.
Der Basisertrag, also die Erntebeschränkung, liegt bei niedrigen 50 Hektoliter pro Hektar; ein Betrag der jahrgangsabhängig um bis zu zehn Prozent nach oben korrigiert werden kann. Aus 150 Kilogramm Weintrauben dürfen höchstens 100 Liter Most gepresst werden.
Die Beeren für den Crémant werden meist einige Tage vor der Ernte normaler Stillweine gelesen, da die Grundweine eines Schaumweines über ein kräftiges Säuregerüst verfügen sollten. Der Mindestzuckergehalt des Mosts zum Grundwein muss allerdings mindestens 153 Gramm pro Liter betragen (siehe hierzu auch Mostgewicht).

## Geographie und Klima
Die Appellation liegt im Département Aude in der Region Okzitanien in der Nähe der Stadt Limoux, im Westen der AOC Corbières. Die südlichen Hänge der Hügel sind für die Appellation reserviert und bestehen aus einer Kombination von kalkreichem Schichtsilikat und leicht kieseligen Böden.
Das Klima von Limoux erlaubt die Produktion von weißen Rebsorten. Die Gegend wird vom Mittelmeer wie auch dem Atlantischen Ozean beeinflusst, welche für eine ausreichende Sonnenscheindauer und gut verteilte Niederschlagsmenge sorgen. Zudem liegen die Rebflächen auf einer Höhe von etwa 160 Metern, wodurch eine schärfere Abgrenzung von Tages- und Nachttemperaturen sowie eine geringere Jahresmitteltemperatur als im nahe gelegenen Narbonne gegeben ist.

## Geschichte
Obwohl der Weinbau bei Limoux seit dem Jahr 931 schriftlich belegt ist, existieren erste Erwähnungen eines Schaumweines erst ab dem Jahr 1531. Mönche der Abtei Saint-Hilaire beherrschten damals bereits die Herstellung des Blanquette de Limoux.

## Rebsorten
Der Crémant de Limoux wird aus drei bis vier Rebsorten hergestellt:
- Chardonnay, der mit einem Minimum von 50 bis höchstens 70 Prozent den größten Anteil stellt
- Chenin Blanc, der mit einem Minimum von 20 bis höchstens 40 Prozent den zweitwichtigsten Pflichtanteil stellt

Die Summe der beiden Hauptsorten darf 90 Prozent nicht übersteigen. Daneben sind noch die Nebensorten
- Mauzac und
- Pinot Noir zugelassen: Die Summe beider Anteile darf 20 Prozent nicht übersteigen.

Für den in der gleichen Region hergestellten Blanquette de Limoux nach der méthode dioise ancestrale (→ Blanquette méthode ancestrale), wird ausschließlich Mauzac verwendet. Für den Blanquette brute (→ Blanquette de Limoux), die drei erstgenannten Rebsorten mit einem Anteil von 90 Prozent Mauzac.

## Zugelassene Gemeinden
Rebflächen in insgesamt 42 Gemeinden wurden zur Herstellung von Crémant de Limoux zugelassen. Die Region ist deckungsgleich zur Region des Blanquette de Limoux: Alet, Ajac, Antugnac, Bouriège, Campagne-sur-Aude, Cassaignes, Castelreng, Cépie, Conilhac-de-la-Montagne, Couiza, Cournanel, Coustaussa, La Digne d’Amont, La Digne d’Aval, Espéraza, Fa, Festes-et-Saint-André, Gaja-et-Villedieu, Gardie, Ladern-sur-Lauquet, La Serpent, Limoux, Loupia, Luc-sur-Aude, Magrie, Malras, Montazels, Pauligne, Peyrolles, Pieusse, Pomas, Roquetaillade, Rouffiac-d’Aude, Saint-Couat-du-Razès, Saint-Hilaire, Saint-Polycarpe, Serres, Tourreilles, Vendémies, Villar-Saint-Anselme, Villebazy und Villelongue-d’Aude.